# Knecht Ruprecht

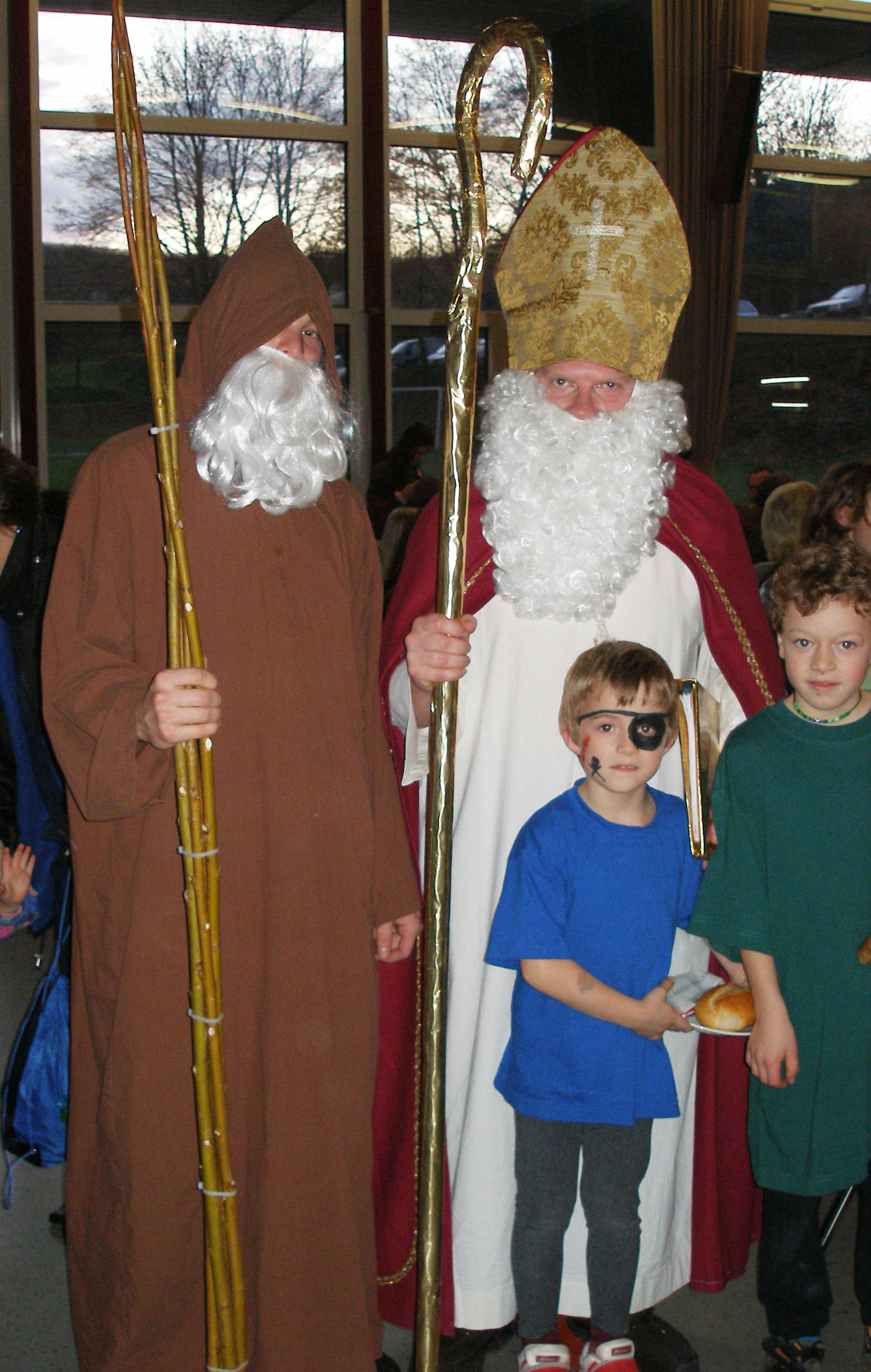
Knecht Ruprecht (links) und der heilige Nikolaus (rechts)

Der Knecht Ruprecht ist der Gehilfe des heiligen Nikolaus, der im Brauchtum des nördlichen und mittleren deutschen Sprachraums am Vorabend des 6. Dezembers zusammen mit dem Nikolaus Kinder zu Hause besucht.

## Kulturgeschichte des Knechts Ruprecht und Bräuche
Der Knecht Ruprecht geht auf die ausgeprägte Bildung eines sogenannten Einkehrbrauches des heiligen Nikolaus zurück. Während der Nikolaus im Brauch eine eindeutig positiv besetzte Rolle spielt, erscheinen die Personen, die ihn begleiten, in allen bekannten Quellen als Gegenspieler. Genauso wie beispielsweise in der Antithetik des Narren zum König David oder der Fastnacht zur Fastenzeit – die Ähnlichkeiten mit den Nikolausbräuchen aufweisen – verhält es sich daher auch bei der Figurenkonstellation Nikolaus: Es tritt ein negativer Genosse auf. Während der eine als Himmelsbote agiert, steht der andere als Höllenvertreter oder geradezu „gezähmter Teufel“, der die drohende und strafende Rolle übernimmt.
Während im ausgehenden Mittelalter der Name Knecht Ruprecht noch lange nicht überall bekannt war, sondern die Figur je nach den örtlichen Befindlichkeiten Belznickel, Beelzebub, Schmutzli oder schlichtweg „Teufel“ genannt wurde, geht die Bezeichnung Knecht Ruprecht auf Figuren aus dem Alpenvorland oder aber aus Thüringen (Schloss Ruprechtsburg bei Zella-Mehlis) zurück und verbreitete sich zur mittlerweile bekanntesten Bezeichnung der Figur.
Jacob Grimm vertrat die Ansicht, Ruprecht verweise – wie der Name – auf das althochdeutsche hruodperaht ‚Ruhmglänzender‘ und damit in die Nähe des germanischen Gottes Wotan, oder aber er sei Diener (Knecht) der Göttin Holle gewesen. In der heutigen Forschung werden solche etymologischen Herleitungen verworfen. Man geht vielmehr davon aus, dass der Name auf Brauchfiguren aus dem Alpenland zurückzuführen ist. Die Herleitung aus rûhperht ‚rauhe Percht‘ stellt eine Verbindung zu winterlichen Umzugsgestalten her, die in den Rauhnächten auftreten. Eine Verbindung bestehe in Gestalt der „Frau Perchta“. Allerdings lassen sich diese Herleitungen aufgrund der Quellenlage nicht bestätigen.
Die verschiedenen Gestalten des Knechts Ruprecht haben ihren Ursprung im spätmittelalterlichen Kinderschreck. Seit dem 16. Jahrhundert, verstärkt im 17., kursierten Flugblätter mit Schreckfiguren, die als zusätzliches Mittel der elterlichen Erziehung die Kinder zu Frömmigkeit mahnten. Am häufigsten verbreitet war der „Kinderfresser“, wie er beispielsweise an einem Kindlifresserbrunnen im schweizerischen Bern zu sehen ist. Die Figur geht auf die Vorstellung zurück, dass der Teufel die Seelen der Sünder verschlinge. Der Kinderfresser, oftmals auch in Begleitung einer Butzenbercht, drohte den unfrommen Kindern in grausamen Versen, sie mitzunehmen, aufzuschlitzen, bis aufs Blut auszupeitschen oder aufzufressen. Wie Knecht Ruprecht trugen beide Figuren, der Kinderfresser und die Butzenbercht, einen großen Sack oder Korb, worin sie die Kinder zu stecken versuchten.
Während der heilige Nikolaus in protestantischen Gegenden im Laufe der Zeit vom Christkind oder Heiligen Christ verdrängt wurde, blieb die Figur des Ruprecht in diesem Brauchtum erhalten. In einigen Gegenden agierte er sogar allein, als Figur, die zugleich beschenkte und strafte. Im Klavierstück von Robert Schumann wird diese Figur beschrieben, die nicht als Begleiter des hl. Nikolaus auftritt.
Relativ rasch wurde speziell in reformierten Gegenden die ursprüngliche Idee des Knecht Ruprecht als negative Figur bzw. als Gegenspieler des Heiligen verwischt. Quellen belegen eine Vermischung des heiligen Nikolaus mit Ruprecht in Benennungen wie „Herre Sente Rupperich“ („Herr Sankt Ruprecht“). Im 17. Jahrhundert versuchte man, die Figur des Knechtes Ruprecht von einem Priester namens Ruprecht herzuleiten, der nach der Legende vom „Tanzwunder von Cölbigk“ 1020 die gottlosen Tänzer von Cölbigk – Bauern, welche nach reichlichem Biergenuss durch lautes Singen und Tanzen vor der Kirche die Feier der Christnacht störten – verflucht haben soll.

## Erscheinung und Unterscheidung von anderen Begleitern des hl. Nikolaus
Der Knecht Ruprecht ist in der Regel in eine braune oder schwarze Kutte gekleidet, bärtig, früher auch oft mit dunkler Haut (vgl. Zwarte Piet in den Niederlanden), trägt am Gürtel eine Rute oder einen Wanderstock und bisweilen Geschenke in einem Korb auf seinem Rücken – meist kleine Säcke, gefüllt mit Mandarinen, Erdnüssen, Schokolade und Lebkuchen. Frühere und heute noch regional verbreitete Darstellungen zeigen ihn aber auch mit zotteligem Fell und teilweise gehörnt. An regional verbreiteten Bezeichnungen finden sich etwa Ruppknecht, Knecht Nikolas, Nickel, Pelznickel (am Mittelrhein). Im Ost-Vogtland wird die Figur als Rupperich bezeichnet, im Rheinland als Hans Muff.
Der Knecht Ruprecht und der Krampus entstammen ursprünglich wohl den Traditionen der Perchten, haben aber unterschiedliche Ausformung gefunden. Im alpenländischen Gebiet von Altbayern, Österreich und Südtirol entwickelte sich die Figur des Krampus, Bartls oder auch Klaubauf aus den Figuren der „Schiechperchten“, die zu einem Rauhnachts- oder Winteraustreibebrauchtum gehören. Während die Krampusse als teuflische Gestalten erscheinen und in der Horde auftreten, kommt der Ruprecht alleine. Knecht Ruprecht verteilt meistens auch nur die Ruten für unartige Kinder, während der Krampus damit auch selbst zuschlägt. Über den gesamten deutschen Sprachraum gesehen ist die Gestalt des Knecht Ruprecht weiter verbreitet als die des Krampus.

## Knecht Ruprecht als Motiv der Kunst und Literatur
- In Theodor Storms wohl volkstümlichstem Gedicht Knecht Ruprecht (bekannt geworden durch seine Novelle Unter dem Tannenbaum verfasst 1862 in Heiligenstadt) beschreibt der Knecht seine Tätigkeit im Dialog mit dem Christkind. Teile des Werkes werden bis heute in der Adventszeit oft rezitiert, insbesondere die Anfangszeilen: „Von drauß vom Walde komm ich her, ich muss euch sagen, es weihnachtet sehr.“[5]
- In dem satirischen Kindergedicht Knecht Ruprecht in Nöten aus Paula Dehmels Sammlung Das liebe Nest von 1919 ereifert sich ein altgewordener Ruprecht über die Wünsche der Kinder seiner Zeit, die alle nur noch das Luftschiff-Fahren auf ihrem Wunschzettel haben.[6]
- Ein Klavierstück in Robert Schumanns Album für die Jugend (op. 68, Nr. 12) trägt den Titel Knecht Ruprecht.
- Der französische Komponist Joseph Guy Ropartz identifiziert in seiner Kantate Le Miracle de Saint Nicolas den Begleiter des Heiligen mit dem Fleischer, der drei Kinder getötet und eingepökelt hat und nun dafür Buße tut.
- In der deutschen Version der Fernsehserie Die Simpsons heißt der Familienhund Knecht Ruprecht (im Original: Santa’s Little Helper).
- In der US-amerikanischen Fernsehserie Grimm werden in der 3. Staffel Folge 8 mehrere unartige Kinder von Knecht Ruprecht entführt.
- In Loriots satirischem Weihnachtsgedicht Advent, das vor allem aus der Sendung Weihnachten bei Hoppenstedts bekannt ist, erscheint Knecht Ruprecht als Wohltäter, der Geschenke für Bedürftige sammelt.[7]